# Jagdishpur
Jagdishpur é uma cidade e um município no distrito de Bhojpur, no estado indiano de Bihar.

## Demografia
Segundo o censo de 2001, Jagdishpur tinha uma população de 28.071 habitantes. Os indivíduos do sexo masculino constituem 52% da população e os do sexo feminino 48%. Jagdishpur tem uma taxa de literacia de 50%, inferior à média nacional de 59,5%: a literacia no sexo masculino é de 60% e no sexo feminino é de 40%. Em Jagdishpur, 18% da população está abaixo dos 6 anos de idade.